# Striatoppia foliosa
Striatoppia foliosa är en kvalsterart som först beskrevs av Arthur P. Jacot 1937.  Striatoppia foliosa ingår i släktet Striatoppia och familjen Oppiidae. Inga underarter finns listade i Catalogue of Life.